# Qasr Burquʿ

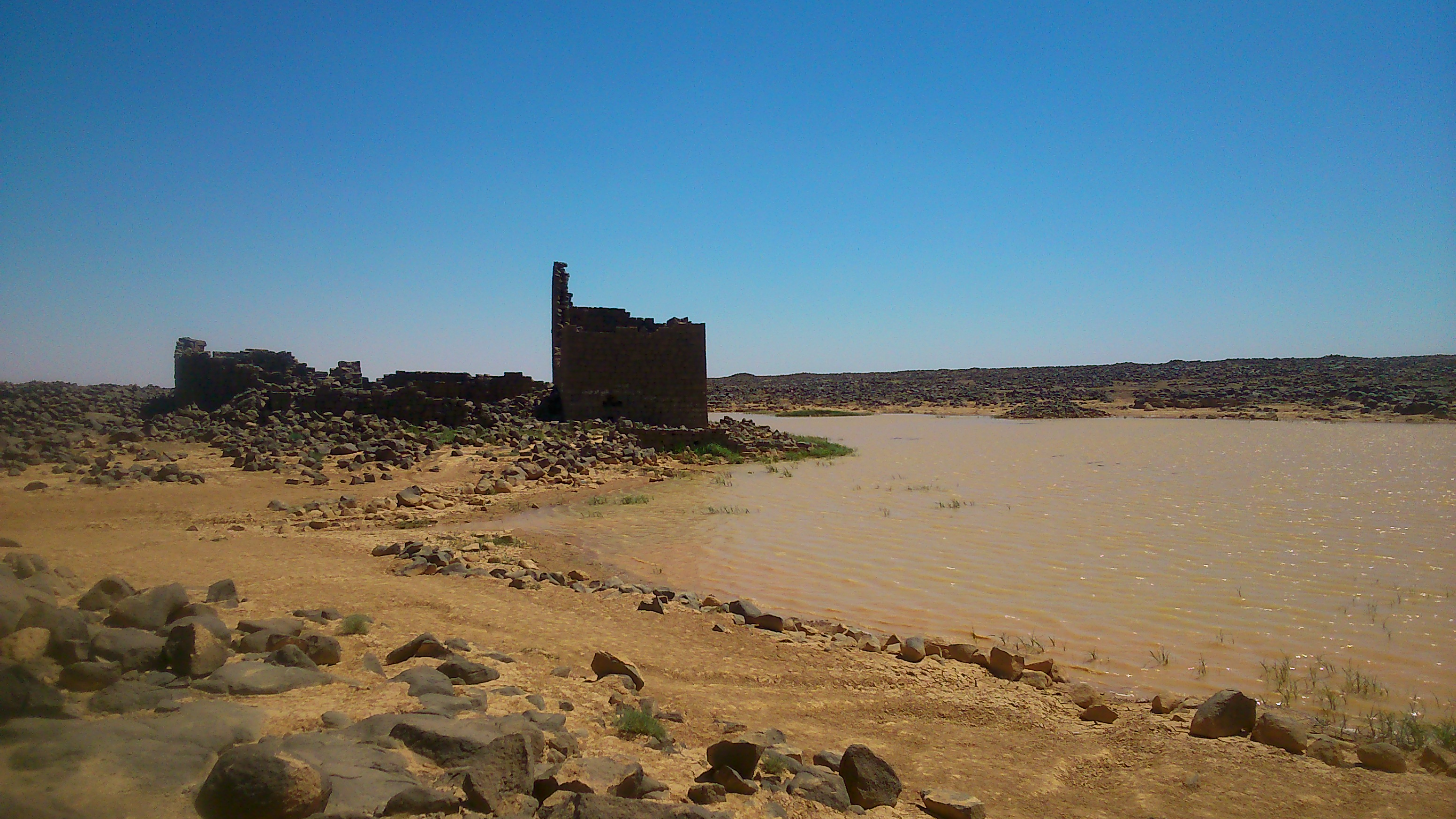
Qasr Burqu' mit wasserführendem See von Norden

Qasr Burquʿ (arabisch قصر برقع) ist ein archäologischer Fundplatz in der syrischen Wüste im östlichen Jordanien. Sichtbarster Bestandteil ist ein in seinem Ursprung schwer zu datierender Turm, der mit später errichteten umliegenden Gebäuden von den Umayyaden ausgebaut wurde und heute mit einer Reihe anderer frühislamischer Bauten des vorderen Orients zu den sogenannten Wüstenschlössern gezählt wird. Das Wort Qasr (arabisch القصر, DMG al-qaṣr), welches diese Bauten oft im Namen tragen, bedeutet „Burg, Festung“.

## Lage

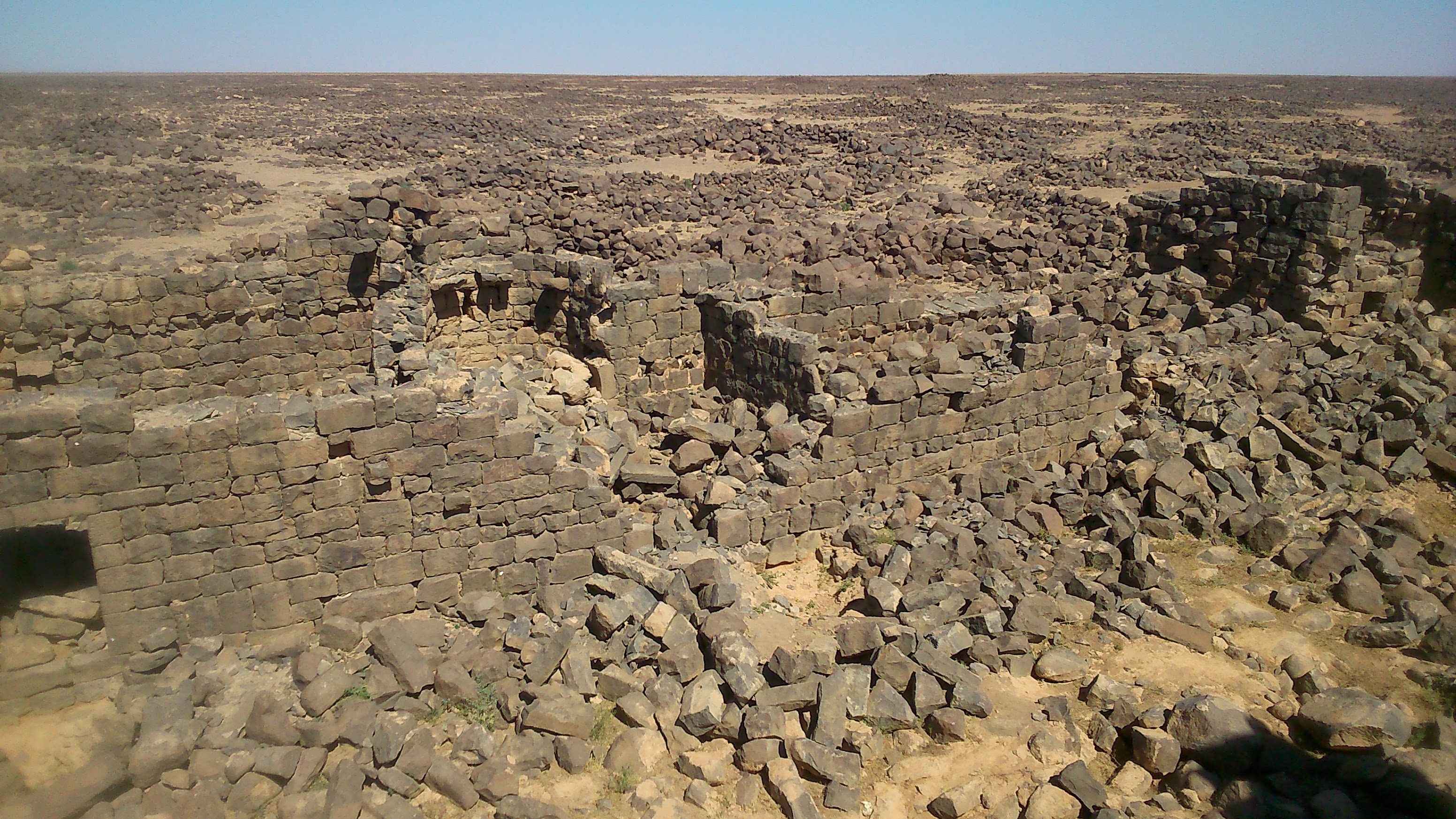
Die Ruinen verschmelzen mit der Basaltlandschaft

Qasr Burquʿ liegt im äußersten Nordosten Jordaniens, etwa 200 km östlich von Amman und 70 km südöstlich des bereits in Syrien gelegenen al-Namara. Es handelt sich um eine semiariden Region, deren Landschaft durch Vorkommen von schwarzem Basalt geprägt ist. Zwei Kilometer entfernt befindet sich das Wadi Minqat, welches während der winterlichen Regensaison Wasser führt. Direkt vor Ort befindet sich eine flache Senke, die sich saisonal zu einem kleinen See füllt. Das Wasservolumen dieses Sees wurde durch die Errichtung eines Damms noch erhöht. Aufgrund seiner isolierten Lage ist Qasr Burquʿ von Vandalismus weitgehend verschont geblieben. Das Areal wird auch nicht touristisch genutzt und ist nur mit Allradfahrzeugen zu erreichen.

## Geschichte
Spuren menschlicher Aktivität rund um Qasr Burqu' gibt es seit dem Epipaläolithikum. Die Lage an einem Gewässer machte das Areal zu allen Zeiten zu einem geeigneten Rast- oder kurzfristigen Siedlungsplatz (halb)nomadischer Bevölkerung. Über den Ursprung der Anlage gibt es verschiedene Auslegungen. Ältere Ansichten gingen meist mehr oder minder überzeugt davon aus, dass der Turm römischen Ursprungs ist, und Teil der Limes Arabicus genannten Grenzbefestigung war. Neuere Untersuchungen sprachen aufgrund der völligen Abgeschiedenheit sogar gegen ein offizielles römisches Militärbauwerk. In spätrömischer Zeit könnte der Turm und die Wasserstelle nach dieser Einschätzung möglicherweise ein Zentrum für Beduinen im Niemandsland zwischen Rom und Persien gewesen sein. Die Datierung dieser Einrichtung ist unsicher, fällt aber möglicherweise in das 3./4. Jahrhundert. Eine etwas abweichende Theorie geht davon aus, dass der Qasr im Ursprung auch eine Militärstation der Ghassaniden gewesen sein könnte. Deren Territorium grenzte in der Spätantike unmittelbar an das römische Reich.
In byzantinischer Zeit wurde das Areal wohl für ein Kloster erweitert. Um das Jahr 700, nach der islamischen Expansion, wurden die existierenden Strukturen renoviert und erweitert. Eine Inschrift (siehe unten) belegt al-Walid I. als Bauherren, der zu dieser Zeit noch nicht Kalif, sondern „nur“ Emir, also ein Militärführer während der Herrschaft seines Vaters Abd al-Malik war. Damit ist Qasr Burquʿ eines der frühesten sogenannten Wüstenschlösser in Jordanien, wobei genau genommen die meisten seiner Bestandteile gar nicht von den Umayyaden errichtet wurden. Auch dürfte es eher ein Militärstützpunkt als einen Palast gewesen sein.

## Beschreibung

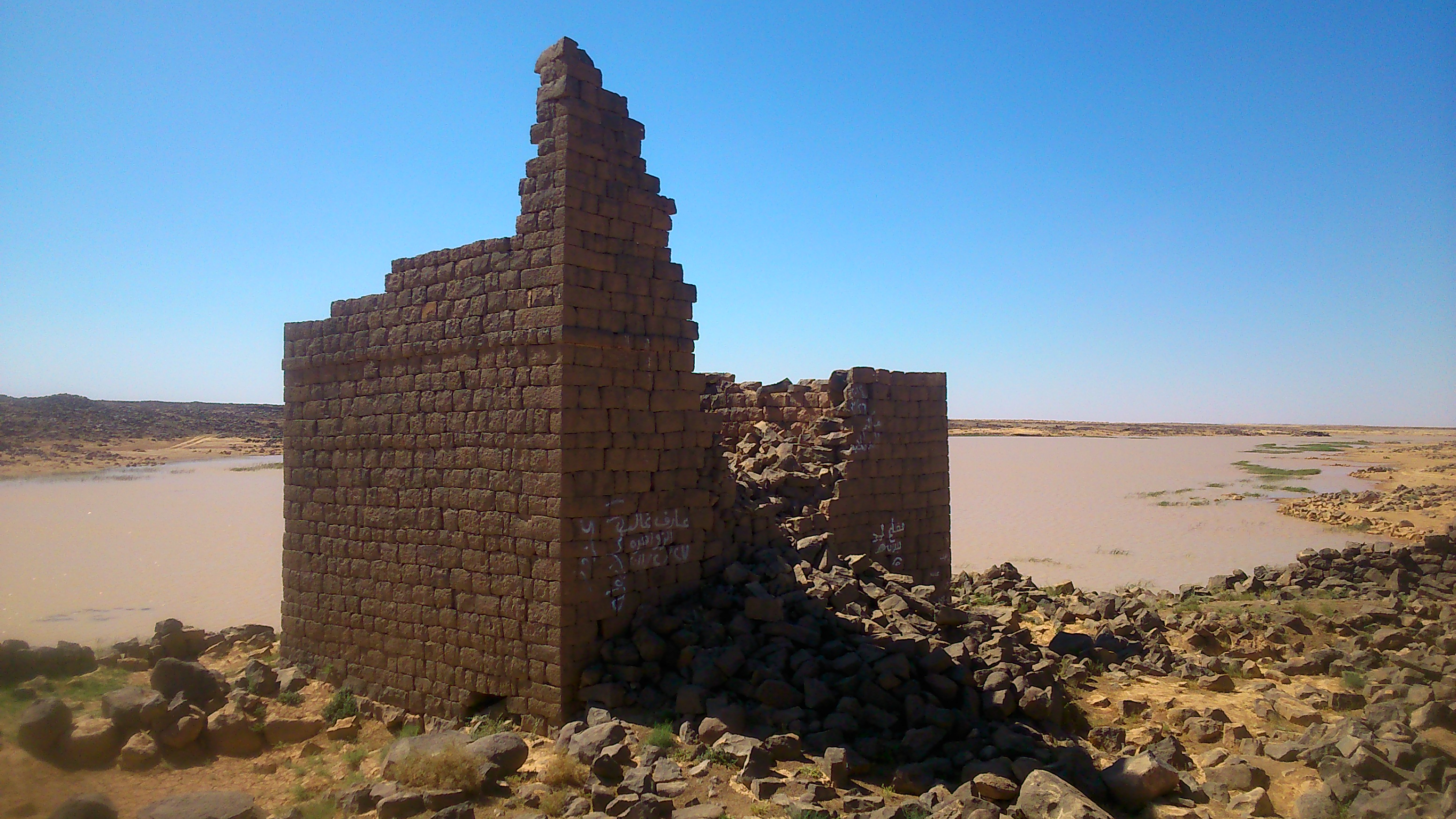
Die Reste des Turms (mit rezenten Graffiti)

Der dominierende Baukörper von Qasr Burqu ist ein etwa fünf Meter hoch erhaltener, vermutlich römerzeitlicher Turm. Seine ursprüngliche Höhe wird auf 13 Meter geschätzt. Er dürfte im dritten Jahrhundert errichtet worden sein, um den künstlich erweiterten See zu überwachen, der einen wichtigen Rastplatz für Karawanen darstellte. Das byzantinische Kloster und die frühislamische Anlage wurden um einen Hof und um diesen Turm herum konstruiert. Sie bestehen aus dem schwarzen Basaltgestein der Gegend. Als die Anlage im Mittelalter an Bedeutung verlor, wurde ihr Hof von durchziehenden Nomaden zur Unterbringung ihrer Herden genützt. Im Lauf der Jahrhunderte wurden verschiedene Strukturen zur Wassergewinnung errichtet. Diese konnten auch größere Bevölkerungsgruppen versorgen, welche zumindest saisonal um Qasr Burquʿ lebten.
Große Bedeutung hat die Bauinschrift al-Walids, die sich über einem Türsturz der Anlage befindet. Dieser führt in einen Raum mit Apsis, der mitunter als Thronsaal bezeichnet wird. Der Text besteht aus drei Zeilen in kufischer Schrift. Die Schriftzeichen sind unregelmäßig und in der dritten Zeile aus Platzmangel zunehmend gedrängter. Das genannte Jahr 81 des islamischen Kalenders entspricht dem Jahr 700 christlicher Zeitrechnung. In englischer Übersetzung lautet der Text folgendermaßen:
O my God! Bismillah. This is what

the Amīr al-Walīd, son of the Commander of the Faithful, built

these houses, in the year 81.
Weitere Felsinschriften in der Umgebung belegen die zumindest zeitweilige Nutzung der Anlage während des Mittelalters. Die jüngste datierbare stammt aus dem Jahr 1409 christlicher Zeitrechnung.